# Kustroddare
Kustroddare var intill 1923 en titel för en underordnad tulltjänsteman som i främsta rummet tjänstgjorde som besättningsman på kustbevakningsfartyg.